# Chaiyaphum (stad)
Chaiyaphum (Thais: ชัยภูมิ , ook wel Ban Luang of Jayabhumi genaamd) is een stad in Thailand, in de noordoostelijke regio Isaan. De stad is hoofdstad van de gelijknamige provincie en het gelijknamige district. Chaiyaphum telde in 2000 bij de volkstelling 53.861 inwoners.
Chaiyaphum ligt aan de rand van het Khorat Plateau, op 340 km van Bangkok.

## Geschiedenis
De stad was al vroeg een doorgangsstation voor Khmer en Lan Xang troepen en wellicht is dat de reden dat er al in de 12e eeuw een ziekenhuis was. Later was de stad onderhorig aan het plaatselijke vorstendom van Nakhon Ratchasima. Door commandant Phraya Phakdi Chumphon werd de stad, die destijds Ban Luang heette, in 1824 overgedragen aan koning Rama III. De stad werd omgedoopt in Chaiyaphum en Phraya Chumphon werd de plaatselijke machthebber. Hij kwam om tijdens gevechten bij de stad toen troepen van het koninkrijk Vientiane, die bij een poging om Bangkok te veroveren waren teruggeslagen, Chaiyaphum veroverden.

## Geboren
- Sutee Suksomkit (1980), Thais voetballer

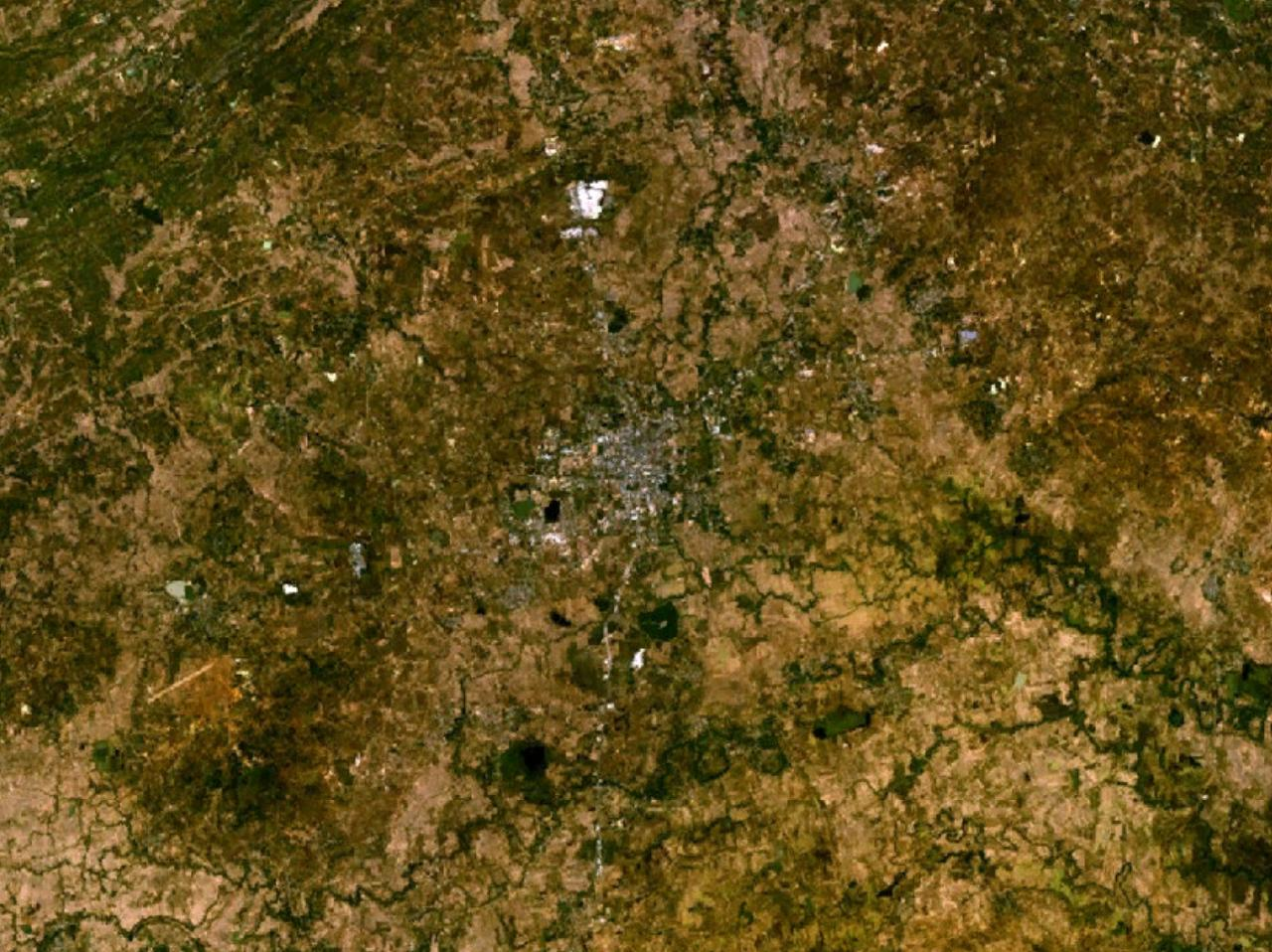
Satellietfoto van Chaiyaphum en omgeving